# Résolution 448 du Conseil de sécurité des Nations unies
 (signalé en août 2025).
Si vous disposez d'ouvrages ou d'articles de référence ou si vous connaissez des sites web de qualité traitant du thème abordé ici, merci de compléter l'article en donnant les références utiles à sa vérifiabilité et en les liant à la section « Notes et références ».
- Archive Wikiwix
- Bing
- Cairn
- DuckDuckGo
- E. Universalis
- Gallica
- Google
- G. Books
- G. News
- G. Scholar
- Persée
- Qwant
- (zh) Baidu
- (ru) Yandex
- (wd) trouver des œuvres sur Wikidata

Membres permanents
- Chine
- États-Unis
- France
- Royaume-Uni
- URSS

Membres non permanents
- Bangladesh
- Bolivie
- Gabon
- Jamaïque
- Koweït
- Nigéria
- Norvège
- Portugal
- Tchécoslovaquie
- Zambie

Résolution no 447 Résolution no 449
La résolution 448 du Conseil de sécurité des Nations unies est adoptée le 30 avril 1979. Après avoir rappelé les résolutions 253 (de 1968), 403 (de 1977), 411 (de 1977), 423 (de 1978), 424 (de 1978), 437 (de 1978) et 445 (de 1979), le Conseil de sécurité déclare que les récentes élections organisées en Rhodésie du Sud par le régime alors au pouvoir sont illégales et que leurs résultats sont nuls et non avenus.
Le Conseil poursuit en déclarant que les élections, tenues au mépris des Nations unies, ne constituent pas un exercice authentique du droit du peuple zimbabwéen à l'autodétermination et visent à "perpétuer le régime de la minorité raciste blanche".
La résolution 448 conclut en exhortant les États membres à ne pas reconnaître les résultats des élections et à continuer d'observer les sanctions contre la Rhodésie du Sud.
La résolution est adoptée par 12 voix contre zéro, la France, le Royaume-Uni et les États-Unis s'abstiennent de voter.